# Japanse kampioenschappen schaatsen afstanden 2019 - 1000 meter mannen
De 1000 meter mannen op de Japanse kampioenschappen schaatsen afstanden 2019 werd gereden op zaterdag 27 oktober 2018 in het ijsstadion M-Wave in Nagano.

## Statistieken
| #      | Schaatser           | Tijd          |
| ------ | ------------------- | ------------- |
| Goud   | Masaya Yamada       | 1.08,62 PR/KR |
| Zilver | Takuro Oda          | 1.09,16       |
| Brons  | Tatsuya Shinhama    | 1.09,19 PR    |
| 4      | Ryohei Haga         | 1.09,32       |
| 5      | Yuuto Fujino        | 1.09,41 PR    |
| 6      | Ryuu Kosaka         | 1.09,50 PR    |
| 7      | Tsukasa Oowada      | 1.09,51 PR    |
| 8      | Tarou Kondo         | 1.09,52       |
| 9      | Shunsuke Nakamura   | 1.09,70       |
| 10     | Tsubasa Hasegawa    | 1.09,71       |
| 11     | Junya Miwa          | 1.09,77       |
| 12     | Daichi Yamanaka     | 1.09,94       |
| 13     | Kouki Kubo          | 1.10,06       |
| 14     | Shane Williamson    | 1.10,12 PR    |
| 15     | Yamato Matsui       | 1.10,20 PR    |
| 16     | Hayato Nakamura     | 1.10,25       |
| 17     | Yuma Murakami       | 1.10,94       |
| 18     | Takamasa Ikeda      | 1.11,02       |
| 19     | Itsushi Tsujimoto   | 1.11,43       |
| 20     | Yuuga Obara         | 1.11,70       |
| 21     | Ryo Yamaguchi       | 1.11,91       |
| 22     | Shota Nakamura      | 1.11,95       |
| 23     | Rio Iwasa           | 1.12,05       |
| 24     | Yuuta Matsui        | 1.12,15       |
| 25     | Daichi Horikawa     | 1.12,25       |
| 26     | Katsuhiro Kuratsubo | 1.12,30 PR    |
| 27     | Wataru Morishige    | 1.12,62       |
| 28     | Takuya Goto         | 1.12,86       |
| 29     | Naoki Takezawa      | 1.12,96 PR    |
| 30     | Torai Ishikawa      | 1.13,24       |
| 31     | Eikichi Sakamoto    | 1.13,28 PR    |
| 32     | Keigo Abe           | 1.30,69       |
|        | Yuudai Yamamoto     | DQ            |

| Rit       | Baan   | Schaatser           | Tijd (rang)  |
| --------- | ------ | ------------------- | ------------ |
| B-divisie |        |                     |              |
| 1         | Binnen | Shota Nakamura      | 1.11,95 (22) |
| 1         | Buiten |                     |              |
| 2         | Binnen | Naoki Takezawa      | 1.12,96 (29) |
| 2         | Buiten | Eikichi Sakamoto    | 1.13,28 (31) |
| 3         | Binnen | Yuudai Yamamoto     | DQ           |
| 3         | Buiten | Wataru Morishige    | 1.12,62 (27) |
| 4         | Binnen | Katsuhiro Kuratsubo | 1.12,30 (26) |
| 4         | Buiten | Daichi Horikawa     | 1.12,25 (25) |
| 5         | Binnen | Rio Iwasa           | 1.12,05 (23) |
| 5         | Buiten | Yuma Murakami       | 1.10,94 (17) |
| A-divisie |        |                     |              |
| 6         | Binnen | Ryo Yamaguchi       | 1.11,91 (21) |
| 6         | Buiten | Yuuta Matsui        | 1.12,15 (24) |
| 7         | Binnen | Takuya Goto         | 1.12,86 (28) |
| 7         | Buiten | Keigo Abe           | 1.30,69 (32) |
| 8         | Binnen | Yuuga Obara         | 1.11,70 (20) |
| 8         | Buiten | Torai Ishikawa      | 1.13,24 (30) |
| 9         | Binnen | Tatsuya Shinhama    | 1.09,19 (3)  |
| 9         | Buiten | Takamasa Ikeda      | 1.11,02 (18) |
| 10        | Binnen | Shane Williamson    | 1.10,12 (14) |
| 10        | Buiten | Hayato Nakamura     | 1.10,25 (16) |
| 11        | Binnen | Itsushi Tsujimoto   | 1.11,43 (19) |
| 11        | Buiten | Kouki Kubo          | 1.10,06 (13) |
| 12        | Binnen | Yamato Matsui       | 1.10,20 (15) |
| 12        | Buiten | Tsukasa Oowada      | 1.09,51 (7)  |
| 13        | Binnen | Yuuto Fujino        | 1.09,41 (5)  |
| 13        | Buiten | Ryuu Kosaka         | 1.09,50 (6)  |
| 14        | Binnen | Tarou Kondo         | 1.09,52 (8)  |
| 14        | Buiten | Ryohei Haga         | 1.09,32 (4)  |
| 15        | Binnen | Shunsuke Nakamura   | 1.09,70 (9)  |
| 15        | Buiten | Tsubasa Hasegawa    | 1.09,71 (10) |
| 16        | Binnen | Daichi Yamanaka     | 1.09,94 (12) |
| 16        | Buiten | Hayato Nakamura     | 1.08,62 (16) |
| 17        | Binnen | Junya Miwa          | 1.09,77 (11) |
| 17        | Buiten | Takuro Oda          | 1.09,16 (2)  |

## Wereldbekerkwalificatie
De volgende rijders hebben zich gekwalificeerd voor de wereldbekers:
| #      | Schaatser        | 1. Obihiro | 2. Tomakomai | 3. Tomaszów Mazowiecki | 4. Heerenveen |
| ------ | ---------------- | ---------- | ------------ | ---------------------- | ------------- |
| 1      | Masaya Yamada    | X          | X            | X                      | X             |
| 2      | Takuro Oda       | X          | X            | X                      | X             |
| 3      | Tatsuya Shinhama | X          | X            | X                      | X             |
| 4      | Ryohei Haga      | X          | X            |                        |               |
| 5      | Yuuto Fujino     | X          | X            |                        |               |
| Totaal | Totaal           | 5          | 5            | 3                      | 3             |

## IJs- en klimaatcondities
|                  |         | Start   | Eind |
| ---------------- | ------- | ------- | ---- |
| Tijd             | 10:40   | 13:58   |      |
| Paar             | 1       | 17      |      |
| Luchttemperatuur | 14,6°C  | 15,0°C  |      |
| IJstemperatuur   | -3,5°C  | -3,4°C  |      |
| Luchtvochtigheid | 64%     | 68%     |      |
| Luchtdruk        | 967 hPa | 966 hPa |      |